# Christella arida
Christella arida là một loài thực vật có mạch trong họ Thelypteridaceae. Loài này được (D. Don) Holttum ex C.M. Kuo mô tả khoa học đầu tiên năm 1975.